# 党集镇
党集镇，是中华人民共和国山東省菏泽市成武县下辖的一个乡镇级行政单位。

## 行政区划
党集镇下辖以下地区：
党集村、马庄村、邵庄村、田海村、大李庄村、陈庄村、大李楼村、刘辛庄村、闫庄村、郭楼村、王草庙村、孙海村、郑庄村、王庄村、申楼村、田庄村、郭刘庄村、于庄村、刘海村、胡楼村、张石店村、南王楼村、辛集村、段庄村、刘老家村和曹庄村。